# Waka Flocka Flame
Waka Flocka Flame o anche solo Waka Flocka, pseudonimo di Juaquin James Malphurs (New York, 31 maggio 1986), è un rapper statunitense.
Dopo aver firmato con la 1017 Brick Squad e Warner Bros. Records nel 2009, è diventato un artista mainstream con l'uscita dei suoi singoli "O Let's Do It", "Hard in da Paint" e "No Hands", con quest'ultimo che ha raggiunto il picco al numero 13 nella Billboard Hot 100. Il suo album di debutto in studio Flockaveli è stato pubblicato nel 2010. Il suo secondo album in studio Triple F Life: Friends, Fans & Family è stato pubblicato nel 2012 ed è stato preceduto dal singolo principale Round of Applause.

## Biografia
Malphurs è nato nel South Jamaica, nel Queens. La sua famiglia alla fine si stabilì a Riverdale, in Georgia. Sua madre, Debra Antney, è l'ex manager del rapper Gucci Mane e CEO di Mizay Entertainment. Il nome "Waka" gli è stato dato da suo cugino, dopo che la frase di Fozzie Bear del personaggio dei Muppets, "Waka Waka". Il nome "Flocka Flame" gli è stato dato da Gucci Mane, che conosce da quando aveva 19 anni.

## Carriera

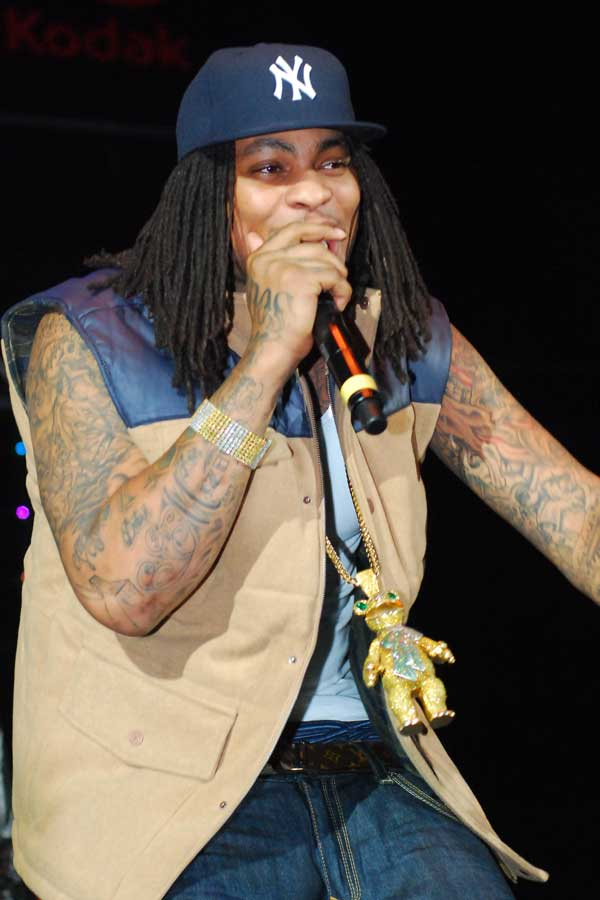
Waka-Flocka-Flame nel 2010

Nel 2009 ha firmato un contratto discografico con la 1017 Brick Squad e Warner Bros. Records, pubblicando quindi i singoli O Let's Do It, Hard in da Paint e No Hands. Nel 2010 pubblica il suo primo album in studio Flockaveli. Al disco, che ha raggiunto la sesta posizione della classifica Billboard 200, hanno collaborato French Montana, Wale e altri.
Nell'agosto 2011 esce un disco collaborativo con Gucci Mane, che conosce da tempo, intitolato Ferrari Boyz.
Nel giugno 2012, anticipato dal singolo Round of Applause (featuring Drake), esce l'album Triple F Life: Friends, Fans & Family, suo secondo in studio. Anche in questo disco appaiono diverse e importanti collaborazioni: Meek Mill, Drake, Trey Songz, Nicki Minaj, Flo Rida, Tyga, Ludacris, B.o.B. e altri hanno dato il loro contributo. Il disco si è piazzato fino alla posizione numero 10 della Billboard 200.
Il 22 gennaio 2013 annuncia il suo terzo disco Flockaveli 2, che vede la partecipazione di Timbaland, Wyclef Jean, French Montana, Ace Hood, Lil Wayne e altri. Nell'aprile 2014 esce il singolo Slippin. Sempre nel 2014 partecipa al programma televisivo Love & Hip Hop: Atlanta (VH1).
Il 2 marzo 2015, Waka Flocka ha pubblicato un mixtape di collaborazione con DJ Whoo Kid intitolato The Turn Up Godz Tour, con apparizioni di Future, Howard Stern, Machine Gun Kelly, Offset, Bobby V, Gucci Mane e Tony Yayo. Il 1º aprile 2015 Waka Flocka ha pubblicato il mixtape Salute Me Or Shoot Me 5, con apparizioni di Future, Yo Gotti e Juvenile. Waka Flock ha pubblicato un altro mixtape, intitolato Flockaveli 1.5 , il 25 novembre 2015.
Nell'aprile 2015 Waka Flocka ha fatto una campagna di collaborazione con la rivista Rolling Stone in cui ha fatto finta di candidarsi alla presidenza. Sebbene fosse troppo giovane di 7 anni per essere considerato presidente, la campagna, diretta da Sam Lipman Stern di Live from the Streets, divenne virale e fu raccolta da dozzine di media come la CNN, La Times, Washington Post e molti altri.

## Questioni legali
Il 21 gennaio 2010, Waka Flocka è stato colpito due volte da un'arma da fuoco dopo un tentativo di rapina in un autolavaggio di Atlanta.
Il 3 gennaio 2011, Waka Flocka si è consegnato alle autorità di Atlanta a seguito di un precedente raid nella sua casa. Fu accusato di possesso di marijuana, idrocodone, possesso di un'arma da fuoco per un criminale condannato e violazione della libertà vigilata per guida con patente sospesa. Il 5 gennaio 2011, è stato rilasciato dopo aver pagato la cauzione.
Il 10 ottobre 2014, Waka Flocka è stato arrestato all'aeroporto internazionale Hartsfield-Jackson di Atlanta quando una scansione di sicurezza ha rivelato una pistola carica nel suo bagaglio. È stato rilasciato due ore dopo.

## Controversie

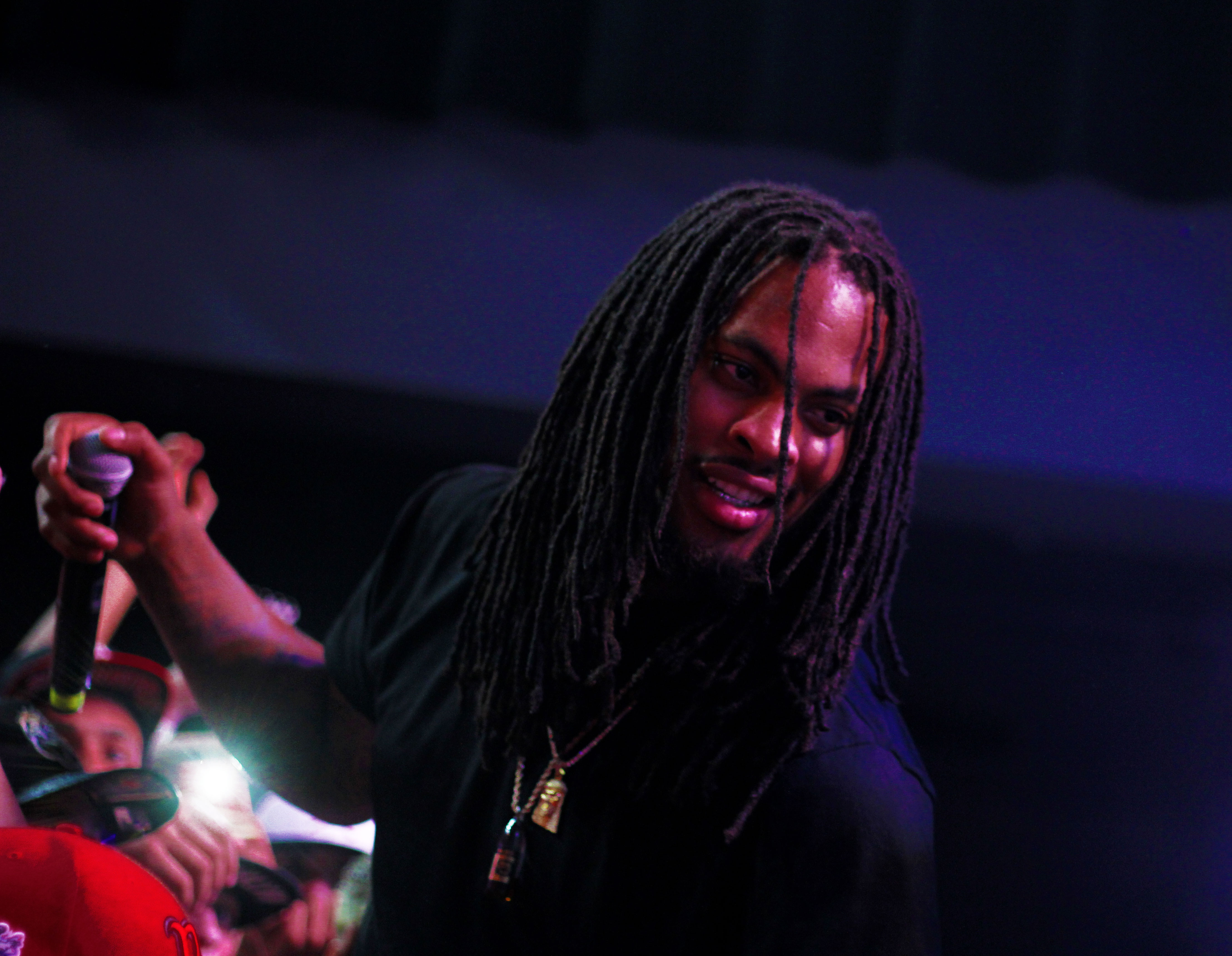
Waka Flocka Flame nel 2014

Il 15 marzo 2013 Gucci Mane annunciò che il collaboratore e caro amico Waka Flocka Flame era stato licenziato dalla 1017 Brick Squad Records. I due rapper iniziarono ad inveire l'un l'altro sulla piattaforma Twitter, anche se venne riferito che l'account di Gucci sarebbe stato violato. Il 27 marzo 2013 durante un'intervista di MTV Jams con Sway Calloway, Waka spiegò che non avrebbe mai più realizzato musica né fatto affari con Gucci. Nessuno dei rapper ha mai spiegato da dove provenga la controversia. Nell'ottobre 2013 Waka Flocka pubblicò una traccia diss contro Gucci Mane intitolata "Ice Cream".
Il 19 novembre 2013 fu rivelato che Gucci Mane aveva intentato una causa contro Waka Flocka Flame, sua madre Debra Antney, OJ Da Juiceman, il rapper Khia Stone ed il produttore Zaytoven, accusandoli di frode, racket e violazione del contratto. Secondo Gucci Mane la madre di Waka Debra Antney avrebbe preso il controllo della sua 1017 Brick Squad Records, LLC. senza permesso, usandola per creare tre etichette separate. Gucci inoltre accusò le parti in causa di aver trattenuto i diritti d'autore ed aver aumentato il costo delle spese per le etichette. Nella stessa causa Gucci Mane affermò anche che Antney avrebbe riscosso più della tipica commissione di gestione del 20%. Gucci Mane dichiarò infine che le azioni di Antney lo avrebbero portato ad avere problemi finanziari e fiscali.
Waka Flocka Flame avrebbe pubblicato un messaggio sul suo account Twitter il 20 settembre 2014, includendo una vecchia foto di sè stesso e Gucci Mane con la didascalia "... #NoBeef", alludendo al fatto che i due avessero seppellito l'ascia di guerra.
In un'intervista della BBC Radio del febbraio 2017 Waka Flocka affrontò la sua relazione con Gucci Mane mettendo in discussione la credibilità del suo ex mentore ed annullando la possibilità di una futura riunione della Brick Squad. Diversi giorni dopo, Waka pubblicò "Was My Dawg", una nuova traccia diss rivolta a Gucci Mane, con la sagoma dell'altro rapper presente in copertina.

## Vita privata
Waka Flocka è di origine afroamericana, nativa americana, europea (incluso italiano) e domenicana.
Nel dicembre 2013, il fratello minore di Waka Flocka, il rapper KayO Redd, si è suicidato nella sua casa nella Contea di Henry, in Georgia.
Il 25 maggio 2014, Waka Flocka ha sposato Tammy Rivera.
Waka Flocka è un appassionato sostenitore dell'Atlanta United FC, frequenta regolarmente le partite ad Atlanta, viaggia in trasferta e diventa ambasciatore della squadra.

## Discografia
Album in studio
- 2010 - Flockaveli
- 2012 - Triple F Life: Friends, Fans & Family

Album collaborativi
- 2011 - Ferrari Boyz (con Gucci Mane)

Mixtapes
- 2009 - Salute Me or Shoot Me
- 2009 - Twin Towers (con Slim Dunkin)
- 2009 - Salute Me or Shoot Me 2
- 2009 - LeBron Flocka James
- 2009 - Salute Me or Shoot Me 2.5
- 2009 - Streets R Us (con Travis Porter)
- 2010 - True Blood (con Jon Geezy)
- 2010 - LeBron Flocka James 2
- 2011 - Salute Me or Shoot Me 3 (Hip Hops Outcast)
- 2011 - Benjamin Flocka
- 2011 - DuFlocka Rant (10 Toes Down)
- 2011 - Twin Towers 2 (No Fly Zone) (con Slim Dunkin)
- 2011 - LeBron Flocka James 3 (con Wooh da Kid & Slim Dunkin)
- 2011 - Lock Out (con French Montana)
- 2012 - Salute Me or Shoot Me 4 (Banned from America)
- 2013 - DuFlocka Rant 2
- 2013 - DuFlocka Rant: Halftime Show
- 2013 - From Roaches to Rollies
- 2014 - Re-Up
- 2014 - I Can't Rap Vol. 1
- 2015 - The Turn Up Godz Tour
- 2015 - Salute Me or Shoot Me V
- 2015 - Flockaveli 1.5
- 2016 - LeBron Flocka James 4 (con Southside)
- 2018 - The Brick House Boyz (con Big Bank e Zaytoven)
- 2018 - Big Homie Flock
- 2018 - I Can't Rap Vol. 2
- 2019 - Salute Me or Shoot Me 6
- 2020 - Salute Me or Shoot Me 7

Singoli
- 2009 - O Let's Do It
- 2010 - Hard in da Paint
- 2010 - No Hands (featuring Roscoe Dash & Wale)
- 2011 - Grove St. Party (featuring Kebo Gotti)
- 2011 - She Be Puttin' On (con Gucci Mane featuring Slim Dunkin)
- 2011 - Round of Applause (featuring Drake)
- 2012 - I Don't Really Care (featuring Trey Songz)
- 2012 - Get Low (featuring Nicki Minaj, Tyga & Flo Rida)
- 2013 - 50K (Remix) (featuring T.I.)
- 2013 - Activist (con Ben G)
- 2014 - Slippin
- 2015 - Game On (featuring Good Charlotte)
- 2015 - 8 - 0 (con Rayven Justice)
- 2015 - Workin
- 2015 - AM 2 PM
- 2017 - Big Dawg
- 2017 - Trap My Ass Off